# Frédéric Guesdon
Frédéric Guesdon (Saint-Méen-le-Grand, 14 ottobre 1971) è un dirigente sportivo ed ex ciclista su strada francese.
Professionista dal 1995 al 2012, vinse la Parigi-Roubaix 1997 e la Parigi-Tours 2006. Dal 2015 è direttore sportivo alla FDJ/Groupama.

## Carriera
Passa fra i professionisti all'età di 24 anni, nel 1995. Le prime due stagioni sono prive di vittorie, mentre nel 1997, dopo essere passato alla Française des Jeux di Marc Madiot (con cui gareggerà per sedici anni), si impone al grande pubblico con l'inattesa vittoria di una delle principali classiche, la Parigi-Roubaix: nell'occasione supera in volata ristretta altri sette atleti.
Questa gara resta l'unica vittoria di prestigio per lui fino a che, nel 2006, a 35 anni, conquista la Parigi-Tours dopo una lunghissima fuga in compagnia di Kurt-Asle Arvesen. Si ritira dall'attività nell'aprile 2012, all'età di 40 anni, dopo aver disputato la sua diciassettesima Parigi-Roubaix, un record.

## Palmarès
- 1997

Classic Haribo
Parigi-Roubaix
2ª tappa Tour du Limousin (Tulle)
- 1999

3ª tappa Tour de l'Ain (Saint-Vulbas)
- 2000

1ª tappa Critérium du Dauphiné Libéré (Lione)
1ª tappa Giro della Provincia di Lucca (Viareggio)
- 2002

5ª tappa Critérium du Dauphiné Libéré (Grenoble)
- 2006

1ª tappa La Tropicale Amissa Bongo (Libreville)
Parigi-Tours
- 2007

Classifica generale La Tropicale Amissa Bongo
- 2008

Tro-Bro Léon

## Piazzamenti

### Grandi Giri
- Giro d'Italia

2003: ritirato
- Tour de France

1996: 108º
1997: 111º
1998: 67º
1999: 106º
2000: 116º
2001: 124º
2002: ritirato
2004: 129º
- Vuelta a España

2005: ritirato

### Classiche monumento
- Milano-Sanremo

1997: 135º
1998: 63º
2000: 61º
2005: 56º
2006: 52º
2007: ritirato
2008: 91º
2010: 102º
- Giro delle Fiandre

1996: 49º
1997: 72º
1998: 27º
2000: 30º
2001: 33º
2002: 50º
2003: 6º
2004: 70º
2005: 22º
2006: 28º
2007: 80º
2008: 26º
2009: 29º
2010: 18º
2011: 36º
2012: 65º
- Parigi-Roubaix

1995: 87º
1996: 14º
1997: vincitore
1998: ritirato
2000: 17º
2001: 26º
2002: ritirato
2003: 12º
2004: 18º
2005: 11º
2006: 7º
2007: 25º
2008: 11º
2009: 13º
2010: 19º
2011: 11º
2012: fuori tempo
- Giro di Lombardia

2005: ritirato
2006: ritirato
2007: 70º
2009: ritirato

### Competizioni mondiali
- Campionati del mondo

San Sebastián 1997 - In linea: 40º
Valkenburg 1998 - In linea: ritirato
Verona 1999 - In linea: ritirato
Plouay 2000 - In linea: 55º